# Aporophyla orthostigma
Aporophyla orthostigma là một loài bướm đêm trong họ Noctuidae.